# Bekaa-dalen
Bekaa-dalen er en dal i Libanon. 
Den ligger på vejen mellem Damaskus og Beirut og mellem Libanon-bjergene og Antilibanon-bjergkæden mod Syrien.
Blandt byerne i området er Baalbek og Rayak.
Dele af Bekaa-dalen var ramt den syriske borgerkrig i 2012, da syriske kanoner bombede landsbyer og regulære syriske styrker krydsede grænsen for at opspore folk fra den Frie Syriske Armé.
Den sunnimuslimske landsby Aarsal modtog flygtninge fra Syrien.